# Саит Фаик Абасъянък
Саит Фаик Абасъянъ̀к (на турски: Sait Faik Abasıyanık) е турски писател и поет. Смята се за важна литературна фигура от 40-те години на миналия век. Той създава съвсем нов стил в турската литература и вдъхва нов живот на турското писане на разкази със своите сурови, но хуманистични изображения на работници, рибари, деца, безработни и бедни. Той също така изследва „...мъките на човешката душа и агонията на любовта и предателството...“
.
Известен е с късите си разкази. Те са публикувани в сборниците му „Самовар“ и „Последните птици“. Освен това пише романи и стихотворения. Тема на творчеството му е битът на обикновените хора.

## Биография
Роден е в Адапазаръ, на 18 ноември 1906 г. Получава образованието си в Истанбул Лисеси /İstanbul Erkek Lisesi/ – средно училище в Истанбул, след това учи в Бурса.. Той се записва в катедрата по тюркология на Истанбулския университет през 1928 г., но под натиска на баща си заминава за Швейцария, за да учи икономика през 1930 г. Напуска училище и живее от 1931 до 1935 г. във Франция (главно в Гренобъл) – място, което оказа дълбоко влияние върху неговото изкуство и характер. След завръщането си в Турция преподава турски език в арменското училище за сираци Halıcıoğlu и се опита да изпълни желанието на баща си да започне бизнес, но не успява. По това време той също започва да публикува свои произведения в национално периодично издание в Турция.
През 1936 г. той публикува първата си книга с разкази, Semaver. През 1952 г. той написва първия си роман Bir Takım Insanlar . Той прекарва по-голямата част от времето си в Бургазада (един от Принцовите острови в Мраморно море). Става почетен член на Международното общество на Марк Твен в Сейнт Луис, Мисури на 14 май 1939 г.  Редица изследователи и критици, които изследват последните произведения на Саит Фаик, твърдят, че той е склонен към сюрреализъм. Темите на тези последни разкази са засегнали дълбоко писателите след 1950 г. Той се отличава със своята изключителна оригиналност в стила си на писане. Умира на 11 май 1954 г. в Истанбул.

## Наследство
Саит Фаик оставя богатството си на училището за сираци Дарушафака. Фондация „Саит Фаик“ все още се управлява от Дарушафака, поддържайки неговата къща в Бургазада като музей „Саит Фаик Абасъянък“ и от 1954 г. дава годишната награда за литература „Саит Фаик“. Първият носител на наградата „Саит Фаик“ е Сабахатин Кудрет Аксал и тази най-престижна литературна награда досега е била присъждана на някои от най-добрите турски автори.

## Издания в България
- Някакви хора (разкази) – изд. Народна култура, 1968 г. прев. Гюлчин Чешмеджиева
- Куцата чайка (разкази), библ. „Океан“ № 34, Георги Бакалов (издателство), Варна, прев. Стефка Първанова
- Малки хора (роман) – ИК „Прозорец“, С., 2015 г., прев. Кадрие Джесур